# Giampiero Maini
Giampiero Maini, detto Gimmy (Roma, 29 settembre 1971) è un allenatore di calcio, dirigente sportivo ed ex calciatore italiano, di ruolo centrocampista.

## Carriera

### Giocatore

#### Giovanili nella Roma, prestito al Lecce e Ascoli
Cresciuto nelle giovanili della Roma, vi debutta nel 1990. Passato al Lecce, in Serie B, vi resta due anni collezionando 35 presenze e 3 gol, prima di passare all'Ascoli, sempre in Serie B collezionando 29 presenze e 6 reti.

#### Roma, passaggio al Vicenza

Giampiero Maini e Pierluigi Brivio in -Milan del 27 novembre 1996, quarti di finale di ritorno della Coppa Italia 1996-1997.

Rientrato alla Roma all'inizio della stagione 1994-1995, gioca 7 partite per poi passare al Vicenza, neopromosso in Serie A, saltando solamente un paio di incontri, terminando la stagione con 32 presenze e 2 gol.
Nella seconda stagione ai piedi dei Colli Berici 30 presenze e 5 gol gli valgono l'esordio in Nazionale. Suo è inoltre il gol che nella partita di ritorno con il Napoli dà l'avvio alla conquista della Coppa Italia del 1997 da parte della formazione vicentina.

#### Milan e passaggio al Bologna
Passato al Milan nella stagione 1997-1998 per 6 miliardi di lire, colleziona 25 presenze. La stagione successiva, dopo una presenza in campionato, a gennaio passa al Bologna. Nella semifinale di ritorno di Coppa UEFA fra Bologna e Olympique Marsiglia è coinvolto in una rissa rimediando quattro turni di squalifica.

#### Parma e Venezia
A fine stagione torna al Milan che lo cede al Parma, in cui gioca 6 partite a causa di un grave infortunio. All'inizio della stagione successiva viene ceduto in prestito al Venezia, in Serie B, e con 29 presenze e 4 gol, contribuisce alla promozione in A della squadra veneta.

#### Ritorno al Parma e trasferimento all'Ancona
Rientrato nuovamente al Parma, nella stagione 2001-2002 scende in campo 2 volte, nonostante l'alternarsi di tre allenatori. Svincolatosi, passa all'Ancona in Serie B, dove sotto la guida di Luigi Simoni, con 7 gol in 22 apparizioni, ottiene la promozione in Serie A coi marchigiani. La seconda stagione nelle Marche, con 17 presenze e un gol, si conclude con la retrocessione.

#### Arezzo, Fabriano e Boreale
Nel gennaio 2005 si trasferisce all'Arezzo, in Serie B, dove partecipa alla salvezza all'ultima giornata contro la sua ex squadra, il Vicenza.
Dopo l'annuncio del ritiro, ritorna sui suoi passi a gennaio 2008 andando a giocare con il Fabriano, in Promozione marchigiana. Nel marzo 2009 passa alla Boreale, in Promozione laziale, con cui gioca fino ad aprile dello stesso anno.

### Dopo il ritiro
Dal 2010 al 2012 ha diretto la Scuola Calcio del Babel Soccer Team. Nel 2019 è stato responsabile della scuola calcio Jem's Academy
Nel 2015 allena gli esordienti della Roma, nel 2018 ha allenato gli Allievi della Jem's Academy
Nel 2021 allena la Primavera dell'Olbia.
Dal 2024 è una delle voci di Radio Manà Manà

## Statistiche

### Cronologia presenze e reti in nazionale
| Cronologia completa delle presenze e delle reti in nazionale ― Italia | Cronologia completa delle presenze e delle reti in nazionale ― Italia | Cronologia completa delle presenze e delle reti in nazionale ― Italia | Cronologia completa delle presenze e delle reti in nazionale ― Italia | Cronologia completa delle presenze e delle reti in nazionale ― Italia | Cronologia completa delle presenze e delle reti in nazionale ― Italia | Cronologia completa delle presenze e delle reti in nazionale ― Italia | Cronologia completa delle presenze e delle reti in nazionale ― Italia |
| Data                                                                  | Città                                                                 | In casa                                                               | Risultato                                                             | Ospiti                                                                | Competizione                                                          | Reti                                                                  | Note                                                                  |
| --------------------------------------------------------------------- | --------------------------------------------------------------------- | --------------------------------------------------------------------- | --------------------------------------------------------------------- | --------------------------------------------------------------------- | --------------------------------------------------------------------- | --------------------------------------------------------------------- | --------------------------------------------------------------------- |
| 4-6-1997                                                              | Nantes                                                                | Italia                                                                | 0 – 2                                                                 | Inghilterra                                                           | Torneo di Francia                                                     | -                                                                     | 46’                                                                   |
| Totale                                                                |                                                                       | Presenze                                                              | 1                                                                     |                                                                       | Reti                                                                  | 0                                                                     |                                                                       |

### Statistiche da allenatore

#### Giovanili
| Stagione        | Squadra         | Campionato      | Campionato | Campionato | Campionato | Campionato | Coppe nazionali | Coppe nazionali | Coppe nazionali | Coppe nazionali | Coppe nazionali | Coppe continentali | Coppe continentali | Coppe continentali | Coppe continentali | Coppe continentali | Altre coppe | Altre coppe | Altre coppe | Altre coppe | Altre coppe | Totale | Totale | Totale | Totale | % Vittorie | Piazzamento |
| Stagione        | Squadra         | Comp            | G          | V          | N          | P          | Comp            | G               | V               | N               | P               | Comp               | G                  | V                  | N                  | P                  | Comp        | G           | V           | N           | P           | G      | V      | N      | P      | %          | Piazzamento |
| --------------- | --------------- | --------------- | ---------- | ---------- | ---------- | ---------- | --------------- | --------------- | --------------- | --------------- | --------------- | ------------------ | ------------------ | ------------------ | ------------------ | ------------------ | ----------- | ----------- | ----------- | ----------- | ----------- | ------ | ------ | ------ | ------ | ---------- | ----------- |
| 2021-2022       | Olbia           | CP3             | 16+2       | 6+1        | 7          | 3+1        | -               | -               | -               | -               | -               | -                  | -                  | -                  | -                  | -                  | -           | -           | -           | -           | -           | 18     | 7      | 7      | 4      | 38,89      | 3º          |
| Totale carriera | Totale carriera | Totale carriera | 18         | 7          | 7          | 4          |                 | -               | -               | -               | -               |                    | -                  | -                  | -                  | -                  |             | -           | -           | -           | -           | 18     | 7      | 7      | 4      | 38,89      |             |

## Palmarès

### Club

#### Competizioni giovanili
- Campionato Primavera: 1

Roma: 1989-1990

#### Competizioni nazionali
- Coppa Italia: 3

Roma: 1990-1991
Vicenza: 1996-1997
Parma: 2001-2002
- Supercoppa italiana: 1

Parma: 1999